# レアンドロ・ロマニョーリ
レアンドロ・アティリオ・ロマニョーリ（Leandro Atilio Romagnoli, 1981年3月17日 - ）は、アルゼンチン・ブエノスアイレス出身の元サッカー選手。現役時代のポジションはミッドフィールダー。

## 経歴
サン・ロレンソユース出身で、1998年12月13日に行われたラシン・クルブ戦でデビューを飾った。その後はエースとして君臨し、6年ぶりとなるリーグ優勝の原動力となった。しかし慢性的な怪我にさいなまれ、試合出場の機会は減少した。
2005年にはメキシコリーグのベラクルスへと初の国外移籍をするが、コンディションは上がらずチームも後期リーグ・前期リーグともに最下位に終わった。
2006年1月にスポルティングCPへレンタル移籍。夏には完全移籍となった。2006-07シーズンはUEFAチャンピオンズリーグに出場、国内カップを制するなど明るい話題も増えてきた。
2009年8月、サン・ロレンソに5年ぶりに復帰した。2018年、現役引退を発表した。

## タイトル

### クラブ
サン・ロレンソ
- アルゼンチンリーグ : 2000-01C, 2013-14I
- コパ・メルコスール : 2001
- コパ・スダメリカーナ : 2002
- コパ・リベルタドーレス : 2014
- スーペルコパ・アルヘンティーナ : 2015

スポルティングCP
- ポルトガルカップ : 2006-07, 2007-08
- ポルトガル・スーパーカップ : 2007, 2008

### 代表
U-20アルゼンチン代表
- FIFAワールドユース選手権 : 2001